# Моисеев, Николай Семёнович
Николай Семёнович Моисеев (1918, с. Княж-Павлово — 1993, Санкт-Петербург) — артиллерист, полковник, Герой Советского Союза.

## Биография
Николай Семёнович Моисеев родился в 1918 году в селе Княж-Павлове ныне Бутурлинского района Нижегородской области в семье крестьянина. В 1931 году окончил Наумовскую начальную школу и переехал к отцу на станцию Мухтолово Ардатовского района. После окончания восьми классов поступил на медицинский рабфак. С 1938 года работал электриком в Горьковском речном порту.
В этом же году Моисеев был призван в армию. Служил в артиллерийской части на Дальнем Востоке. В 1940 году он окончил полковую школу. Сначала был командиром отделения разведки, а затем командиром огневого взвода батареи дивизиона.
В августе 1943 года Николай Моисеев прибыл на Калининский фронт. Участвовал в боях под Духовщиной, на Смоленском направлении, под Витебском, Ригой, Любавой. Окончил войну участием в ликвидации курляндской группировки противника в Прибалтике. Командир батареи Моисеев особенно отличился в июньских боях 1944 года при форсировании Западной Двины. Батарея Моисеева поддерживала метким огнём стрелковый батальон. Моисеев вместе с командиром батальона и группой разведчиков, несмотря на сильный вражеский огонь, переправился на лодке на противоположный берег реки и по телефону руководил батареей, которая вела огонь по пехоте и танкам противника.
На фронте Николай Моисеев стал коммунистом.
Указом Президиума Верховного Совета СССР от 22 июля 1944 года Моисееву было присвоено звание Героя Советского Союза.
После войны Моисеев служил в Прибалтике, в группе советских войск в Германии, в Московском военном округе.
В 1958 году уволился в запас. Жил в Ленинграде.

## Награды
- Медаль «Золотая Звезда» (22.07.1944)
- два Орден Ленина (09.06.1944, 22.07.1944)
- Орден Красного Знамени (20.12.1944)
- Орден Отечественной войны 1-й степени (11.03.1985)
- Орден Отечественной войны 2-й степени (19.02.1944)
- два ордена Красной Звезды (27.12.1943, 26.10.1955)
- Медали.[1]